# Kościół Sant’Eufemia w Novarze
Kościół Sant’Eufemia w Novarze (wł. Chiesa di Sant'Eufemia) – rzymskokatolicki kościół w Novarze pod wezwaniem św. Eufemii z Chalcedonu. Jest kościołem parafialnym parafii pod tym samym wezwaniem.

## Historia i architektura
Kościół św. Eufemii przebudowano w latach 1666–1698 na zlecenie Bractwa pod tym samym wezwaniem, według wskazówek Karola Boromeusza. Kościół należy do obiektów sakralnych, typowych dla epoki kontrreformacji. Jego wykwintna, wklęsła fasada została zbudowana w latach 1694–1698. Przecinają ją poziomo pasma wystających gzymsów. Pośrodku fasady umieszczono prothyron, wsparty na smukłych kolumnach. Nad nim znajduje się okazałe okno, zwieńczone łukowatym tympanonem. Kościół ma jedną nawę, przeciętą transeptem i zamkniętą prezbiterium.

## Wnętrze
Na wystrój wnętrza składają się różne dzieła sztuki. Wśród obrazów wyróżniają się: Męczeństwo nieznanego świętego (Giuseppe Antonia Pianki, datowany 1745), Najświętsza Maryja Wniebowzięta pośród świętych (podpisany Sant’Agostino i datowany 1677) i Św. Homobonus (Bartolomea Vandoniego z XVII wieku). Barokową ambonę wyrzeźbił w latach 1682–1683 w drewnie miejscowy artysta, A. F. Vallo. Rokokowy wystrój prezbiterium zrealizowali w 1775 roku G. Olivarez z Corbetty i P. Barengo z Magenty. Wystroju wnętrza dopełniają marmurowe grobowce: hrabiego Giuseppe Torniellego Brusatiego, kardynała Giovanniego Caccia-Piattiego i biskupa Giacoma Scottiego.